# Kosmos 238
Kosmos 238 (ros. Космос-238) – bezzałogowy lot kosmiczny w ramach programu Sojuz. Kosmos 238 był testowym lotem poprzedzającym załogową misję Sojuz 3.
Kosmos 238 był sztucznym satelitą, który oficjalnie miał służyć badaniu górnej atmosfery ziemskiej. Spekuluje się, że jego misja miała na celu przetestowanie nowych technologii wprowadzonych po katastrofie powracającego na Ziemię Sojuza 1, albo miała do niego przycumować wysłana w późniejszym terminie misja załogowa, która jednak została odwołana. Taką rolę pełnił dwa miesiące później statek Sojuz 2, dla załogowego Sojuza 3.